# Uredo guettardae
Uredo guettardae är en svampart som beskrevs av Hirats. f. & Hashioka 1935. Uredo guettardae ingår i släktet Uredo, ordningen Pucciniales, klassen Pucciniomycetes, divisionen basidiesvampar och riket svampar. Inga underarter finns listade i Catalogue of Life.